# Igor Silveira Gomes
Igor Silveira Gomes (São José do Rio Preto, Brasil, 17 de marzo de 1999), conocido simplemente como Igor Gomes, es un futbolista brasileño. Juega de mediocampista y su actual equipo es el Atlético Mineiro.

## Trayectoria
Nacido en São José do Rio Preto, Igor se formaría en las categorías inferiores del América Futebol Clube y Tanabi Esporte Clube, antes de unirse a la cantera del São Paulo FC a la edad de 14 años. En 2016 sería ascendido al equipo sub-20. 
En 2018, ganó la Copa do Brasil Sub-20 con el filial del São Paulo Futebol Clube. El 11 de septiembre de 2018, su contrato se prorrogó hasta el 31 de marzo de 2023 con una cláusula de rescisión para equipos europeos de 50 millones de euros. 
El 26 de septiembre de 2018, Igor junto con Helinho y Antony fueron ascendido al primer equipo sénior. El 26 de noviembre de 2018, hizo su debut en el primer equipo, como sustituto de Felipe Araruna en un empate 0-0 contra Sport.
El 24 de marzo de 2019, Gomes anotó dos veces en la victoria 2-1 de Tricolor sobre Ituano. Ha sido comparado con Kaká, que también fue formado como jugador por el sistema juvenil de São Paulo y actualmente forma parte del interés de grandes clubs europeos.

## Internacional
Igor ha sido internacional con la Selección de fútbol sub-20 de Brasil, representando al equipo en el Torneo de Tolón en 2017 y en el Campeonato Sudamericano Sub-20 de 2019.

## Clubes
| Club                | País                | Año                 | Partidos | Goles |
| ------------------- | ------------------- | ------------------- | -------- | ----- |
| São Paulo           | Brasil              | 2018-2022           | 168      | 10    |
| Atlético Mineiro    | Brasil              | 2023-Actualidad     | 63       | 6     |
| Total en su carrera | Total en su carrera | Total en su carrera | 231      | 16    |